# 独立歩兵第365大隊 (日本軍)
独立歩兵第365大隊（どくりつほへいだい365だいたい、独立歩兵第三六五大隊）は、大日本帝国陸軍の独立歩兵大隊の一つ。

## 概要
昭和19年6月に京都師管区で仮編成され、7月、独立混成第55旅団の一大隊としてルソン島で編成完結した。10月に南部フィリピン・スールー諸島のホロ島に進出し、陣地構築に従事した。翌20年4月に米軍の上陸を迎え、米軍やモロ族との交戦で甚大な被害を出しつつ終戦を迎えた。

## 沿革

### 大隊の編成
昭和19年7月3日、フィリピン方面の兵力を増強するために、内地からマニラに向けて多数の仮編部隊が派遣された。これらの部隊は海没被害を出しつつ、同15日にマニラに到着した。7月23日、これら仮編部隊の一部を基に、スールー諸島方面の防衛を担当する独立混成第55旅団が編成された。独立歩兵第365大隊は、同旅団の一大隊として京都師管区の将兵により編成され、大隊長には少候16期の天明藤吉少佐が任命された。大隊はしばらく中部ルソンのムニオスに駐屯した後、9月1日までにマニラに集結した。

### ホロ島への進出
9月6日、旅団主力将兵は輸送船慶安丸に乗船し、スールー諸島のホロ島を目指してマニラ港を出港した。しかし同12日、慶安丸はセブ島東方海上で敵戦爆連合編隊の急襲を受けて撃沈され、将兵は泳いでセブ島リロアン海岸に上陸した。その後、旅団はセブ島でも空襲で大きな被害を蒙り、同地で再建の後、10月2日にセブ島を出港し、同4日に無事ホロ島に到着した。

### 米軍との交戦と転進
ホロ島に辿り着いた独立歩兵第365大隊は、旅団の右地区隊として、本部及び第1中隊をホロ島北西部の飛行場の南地区に、第2中隊を飛行場東のバチカル山付近に、第3中隊を飛行場に、第4中隊を飛行場南西のダット山付近に配置し、陣地構築に努めた。しかし、旅団はホロ島進出後、同島に先住する好戦的かつ戦闘上手なモロ族から繰り返し襲撃を受け、戦死傷者が続出した。第365大隊が守備する飛行場も、モロ族から白昼堂々襲撃を受けることがあった。
昭和20年4月9日、米軍第41師団の歩兵第163連隊戦闘団が飛行場付近に上陸した。飛行場を守る第365大隊は、半年間をかけて構築した陣地に拠って頑強に抵抗したものの、敵戦車の進出や砲撃に圧倒され、同11日夕刻までに第2、3中隊が玉砕し、ホロ市街と飛行場地域を占領された。大隊主力も米軍との激戦を始め、天明大隊長も玉砕を期していたところ、旅団参謀の武田喜久雄少佐（陸士45期）から玉砕を避けて持久すべき要請があり、大隊の残存兵力は11日夜からツマンタンガス山方面に転進し、13日夜までに同山に到着した。
その後、独立歩兵第363大隊を中心に、ツマンタンガス山付近で米軍との交戦が続いた。5月中旬以降、敵の攻撃が緩慢となったため、旅団の各部隊は宿営地を移動しつつ食料収集に努めたが、7月中旬頃から再び攻勢が激しくなった。このため7月27日、第365大隊は旅団砲兵隊の残存将兵とともに、ツマンタンガス山付近からダット山を経て島中央部のシノマン山に向けて転進を開始した。しかし転進途中、米軍の強力な攻撃とモロ族の執拗な襲撃により兵力の大部分を失い、8月6日、大隊と旅団砲兵隊の残兵合わせて約60名がシノマン山に到着した。

### 終戦
シノマン山到着以降、大隊はモロ族と交戦しつつ、食糧と水を求めてシノマン山中を彷徨した。8月25日、旅団生存者の最先任者であった武田参謀が戦病死したため、天明少佐が第365大隊を含む旅団の全残存将兵を率いることとなった。8月27日から9月4日にかけて、旅団は米軍機から撒布された降伏勧告ビラを複数回入手したが、これを謀略と判断して依然戦闘行動を継続した。9月15日、第14方面軍の田口参謀が軍使として到来し、降伏に関する勅語・軍命令を伝達した。16日、旅団の生存者81名がシノマン山を下り、ホロ市の米軍に収容された。

## 大隊の編制等
- 編制：本部、歩兵4個中隊、銃砲隊、作業隊
- 装備：迫撃砲1門、機関銃8挺、軽機関銃24挺、重擲弾筒12挺
- 将兵：995名[9]

## 歴代大隊長
- 天明藤吉 少佐（少候16期[9]）：1944年（昭和19年）6月 -